# 藤谷桃
藤谷 桃（ふじたに もも、1980年4月1日 - ）は、日本の歌手。東京都出身。

## 概要
3歳からピアノを始め、16歳でヒップポップとジャズダンスを始める。2002年3月に国立音楽大学器楽学科ピアノ専攻を卒業、2001年頃から曲作りを始め、現在はライブハウスやイベントを中心に活動。

### 人物
- 2008年10月1日から毎週水曜23:00 - 24:00にFM世田谷（ローカル）、 2012年現在、放送エリアが変更になりかつしかFM(ローカル) 毎週水曜日22:00～23:00、いちはらFM(ローカル) 毎週水曜日22:00～23:00、FM OZE(ローカル) 毎週日曜日18:00～19:00『桃の缶詰』（略称：ももかん）のパーソナリティを務めている。
- 2011年8月にミュージシャンと入籍。[1]

## 作品

### 主題歌など
「Dest ination」、「Trace Of Love」（PlayStation 2用ゲームソフト『悠久ノ桜』）

## 出演

### ラジオ

#### レギュラー
- 桃の缶詰（かつしかFM）ほか

#### ゲスト
- 名塚佳織のかもさん學園（音泉/＃138 2008年11月17日、＃154 2009年6月29日、＃173 2010年4月5日、＃189 2010年11月15日、＃217 2011年12月12日）